# Bourdon (Somme)
Bourdon és un municipi francès situat al departament del Somme i a la regió dels Alts de França. L'any 2007 tenia 381 habitants.

## Demografia

### Població

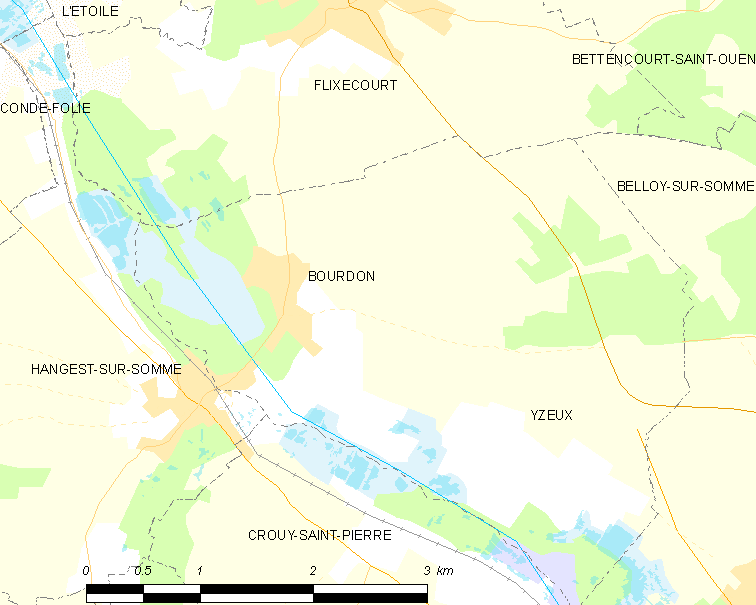

El 2007 la població de fet de Bourdon era de 381 persones. Hi havia 140 famílies de les quals 32 eren unipersonals (4 homes vivint sols i 28 dones vivint soles), 32 parelles sense fills, 68 parelles amb fills i 8 famílies monoparentals amb fills.
La població ha evolucionat segons el següent gràfic:
Habitants censats

### Habitatges

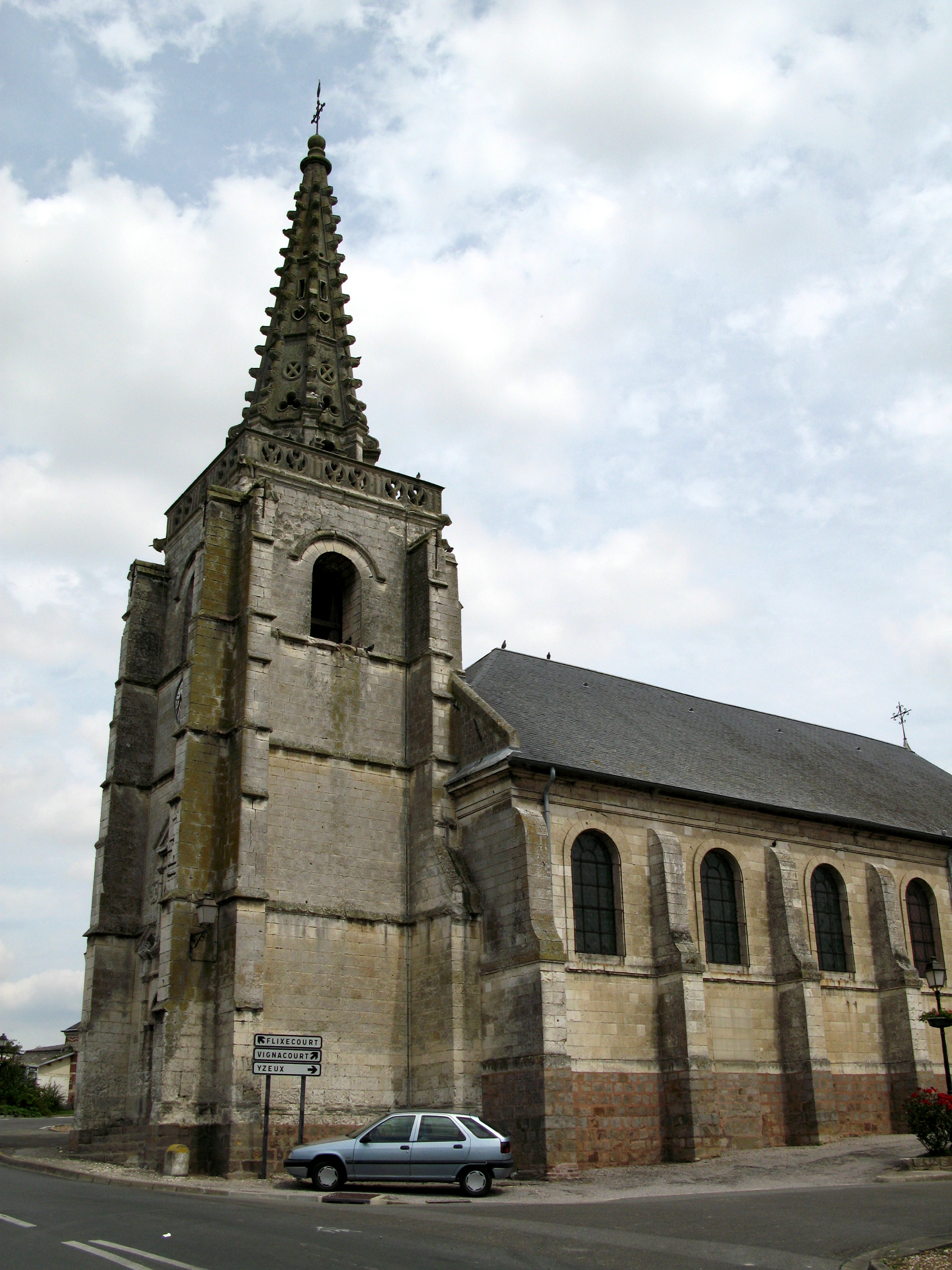

El 2007 hi havia 151 habitatges, 144 eren l'habitatge principal de la família, 1 era una segona residència i 6 estaven desocupats. 150 eren cases i 1 era un apartament. Dels 144 habitatges principals, 127 estaven ocupats pels seus propietaris, 15 estaven llogats i ocupats pels llogaters i 2 estaven cedits a títol gratuït; 3 tenien una cambra, 6 en tenien dues, 16 en tenien tres, 38 en tenien quatre i 81 en tenien cinc o més. 100 habitatges disposaven pel capbaix d'una plaça de pàrquing. A 54 habitatges hi havia un automòbil i a 73 n'hi havia dos o més.

### Piràmide de població

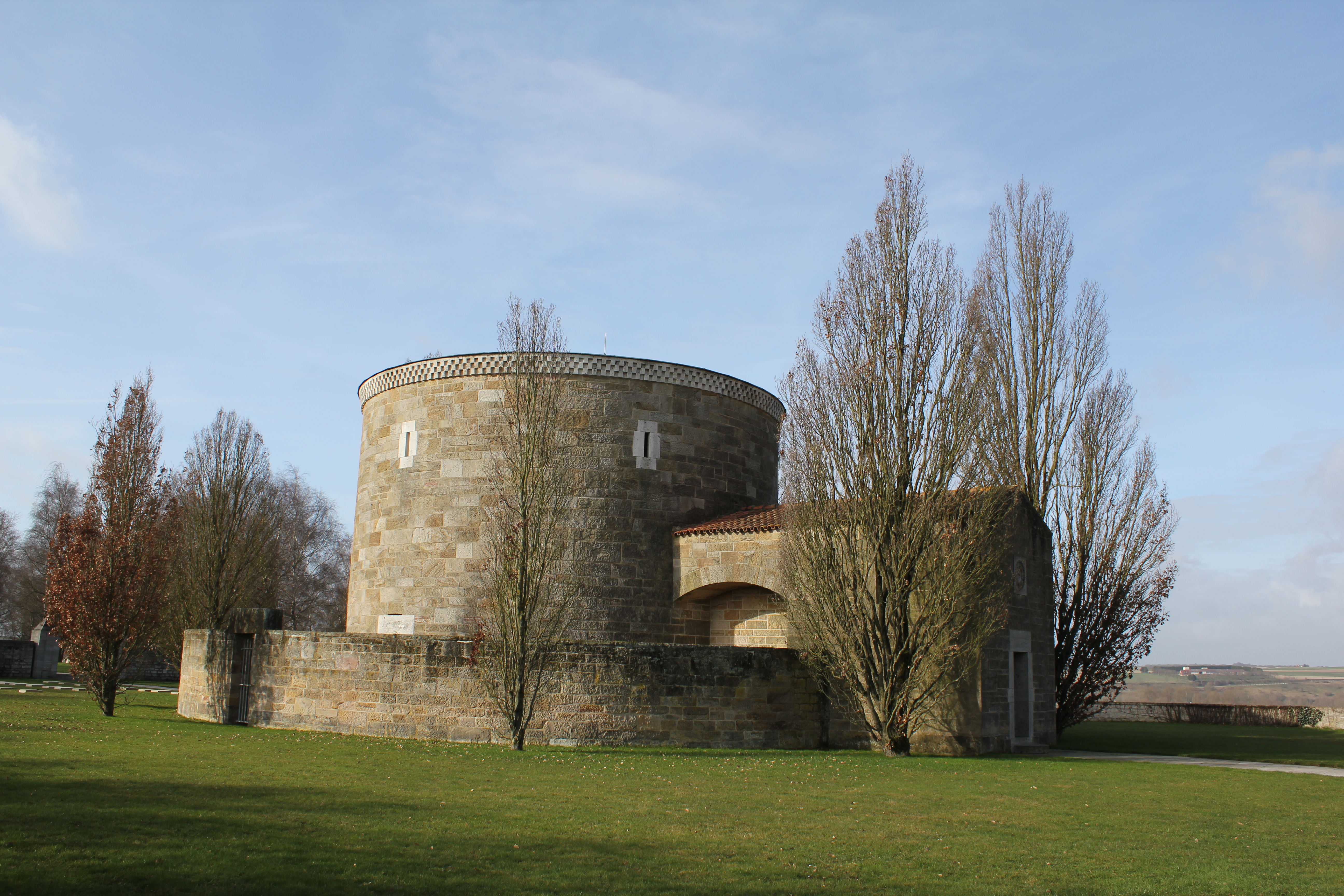

La piràmide de població per edats i sexe el 2009 era:
| Homes | Edats   | Dones |
| ----- | ------- | ----- |
| 0     | 95 o +  | 0     |
| 0     | 90 a 94 | 4     |
| 0     | 85 a 89 | 4     |
| 4     | 80 a 84 | 4     |
| 4     | 75 a 79 | 8     |
| 4     | 70 a 74 | 4     |
| 4     | 65 a 69 | 8     |
| 8     | 60 a 64 | 16    |
| 4     | 55 a 59 | 0     |
| 16    | 50 a 54 | 16    |
| 12    | 45 a 49 | 28    |
| 16    | 40 a 44 | 8     |
| 24    | 35 a 39 | 12    |
| 16    | 30 a 34 | 16    |
| 12    | 25 a 29 | 12    |
| 16    | 20 a 24 | 4     |
| 4     | 15 a 19 | 8     |
| 8     | 10 a 14 | 4     |
| 12    | 5 a 9   | 28    |
| 20    | 0 a 4   | 4     |

## Economia

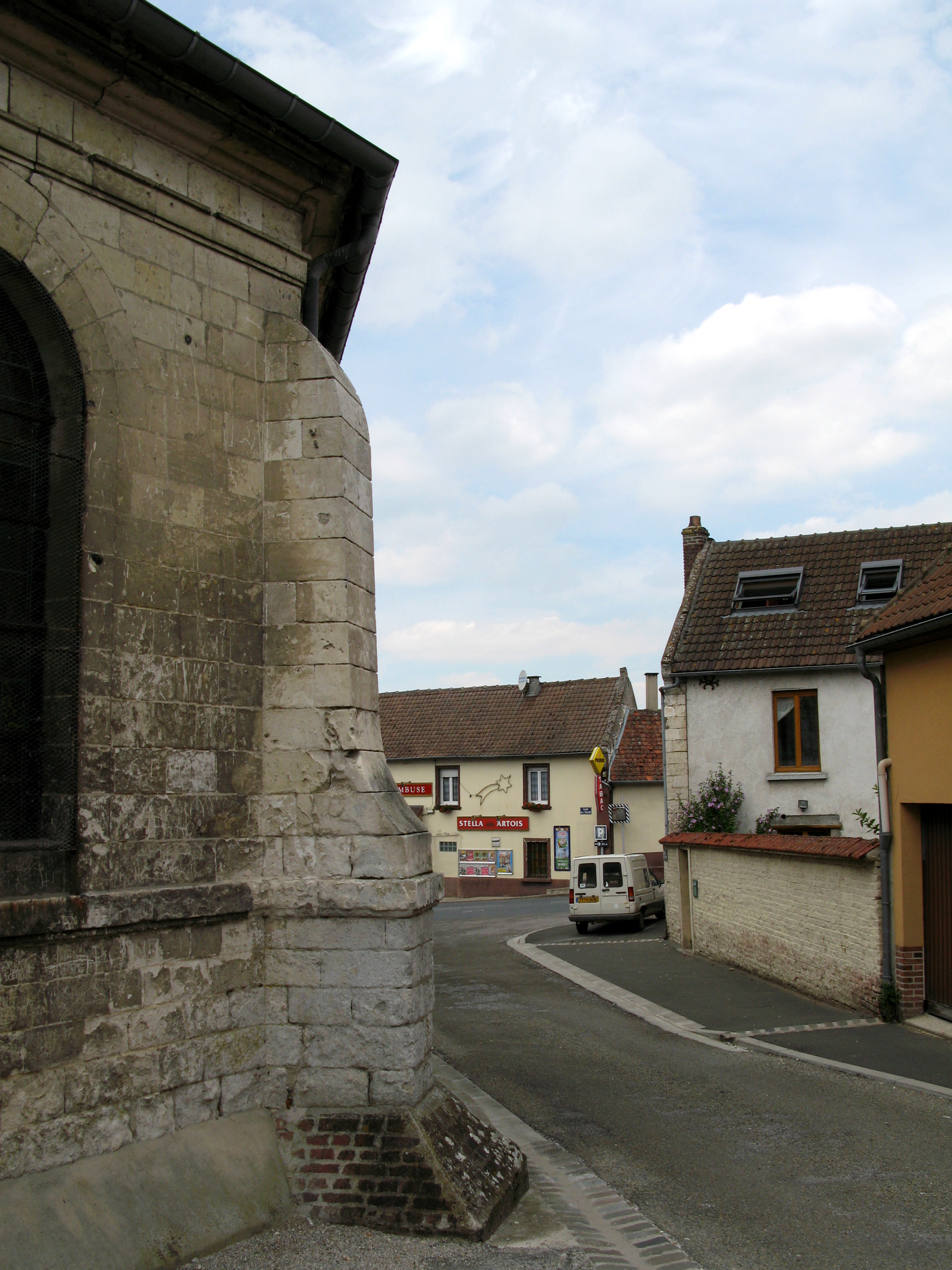

El 2007 la població en edat de treballar era de 251 persones, 184 eren actives i 67 eren inactives. De les 184 persones actives 169 estaven ocupades (89 homes i 80 dones) i 15 estaven aturades (5 homes i 10 dones). De les 67 persones inactives 23 estaven jubilades, 31 estaven estudiant i 13 estaven classificades com a «altres inactius».

### Ingressos
El 2009 a Bourdon hi havia 143 unitats fiscals que integraven 388 persones, la mediana anual d'ingressos fiscals per persona era de 18.960,5 €.

### Activitats econòmiques
Dels 9 establiments que hi havia el 2007, 4 eren d'empreses de construcció, 3 d'empreses de comerç i reparació d'automòbils, 1 d'una empresa d'hostatgeria i restauració i 1 d'una empresa immobiliària.
Dels 5 establiments de servei als particulars que hi havia el 2009, 1 era un paleta, 2 lampisteries, 1 electricista i 1 restaurant.
L'any 2000 a Bourdon hi havia 3 explotacions agrícoles.

## Poblacions més properes
El següent diagrama mostra les poblacions més properes.